# Seysses
Seysses is een gemeente in het Franse departement Haute-Garonne (regio Occitanie). De plaats maakt deel uit van het arrondissement Muret. Seysses telde op 1 januari 2022 10.167 inwoners.

## Geografie
De oppervlakte van Seysses bedroeg op 1 januari 2022 25,26 vierkante kilometer; de bevolkingsdichtheid was toen 402,5 inwoners per km².

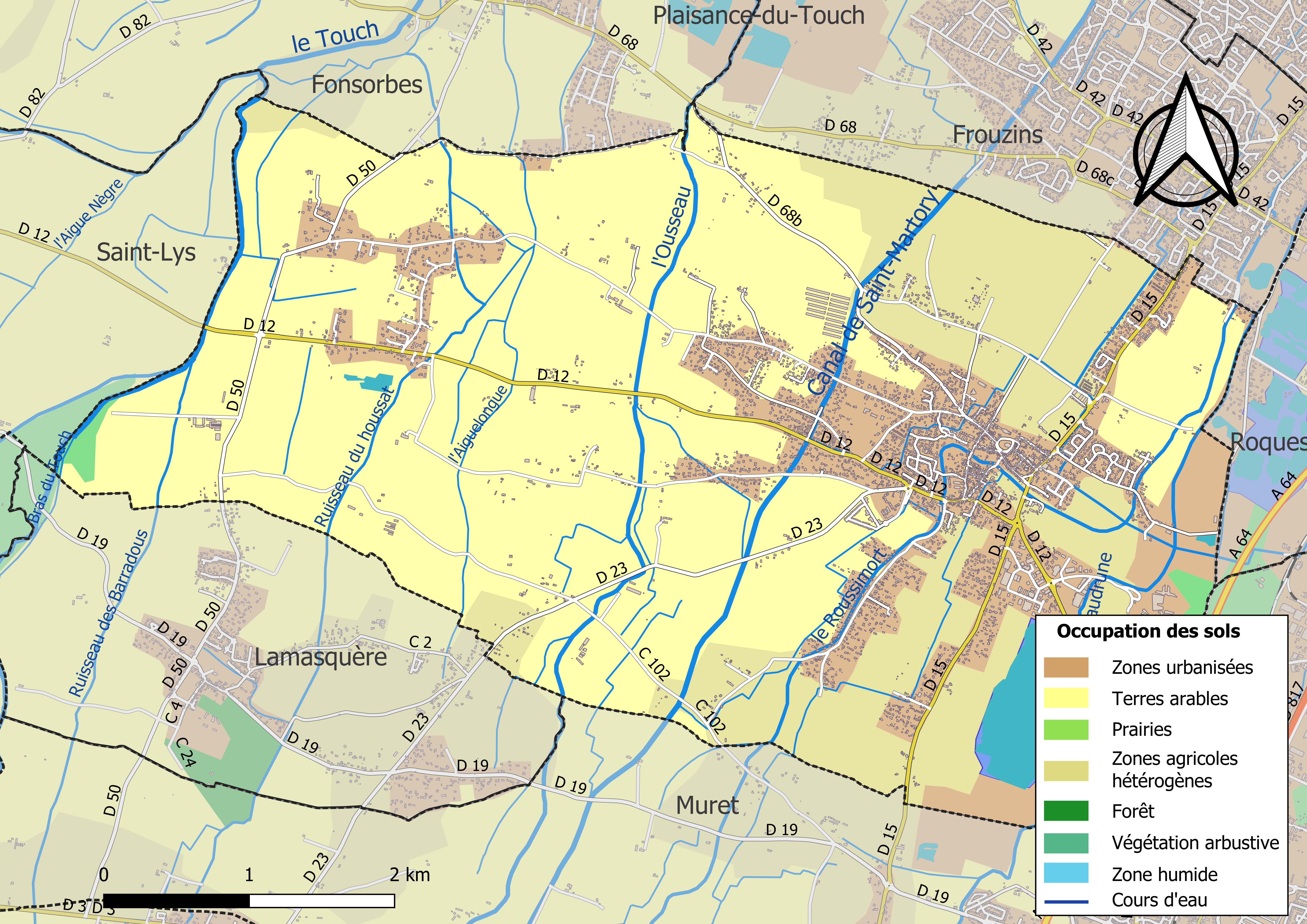
Kaart van de gemeente met belangrijkste infrastructuur, bodemgebruik en omliggende gemeenten

## Demografie
De figuur toont het verloop van het inwonertal (bron: INSEE-tellingen).